# Раџа Ампат
Раџа Ампат или Четири краља је архипелаг који се састоји од преко 1500 малих острва, коралних гребена и плићака које окружују четири главна острва Мисол, Салавати, Батанта и Ваигео, и мање острво Кофиау. Архипелаг се налази уз североисточну обалу острва Нова Гвинеја, у покрајини Западна Папуа
у Индонезији. Архипелаг Раџа Ампат је део коралног троугла који садржи најбогатији морски биодиверзитет на земљи. Највећи део архипелага налази се у јужној хемисфери, са неколико малих острва северозападно од острва Ваигео. Нека од острва представљају најсеверније делове Аустралијског континента.
Административно, архипелаг је део провинције Западна Папуа. Већина острва чини регенство (намесништво) Раџа Ампата, које је 2004. године издвојено из Соронг намесништва. Међутим, постоје предлози за поделу садашњег регенства на три, са Ваигео и околним малим острвима који формирају ново Северно Раџа Ампат намесништво (Кабупатен Раџа Ампат Утара), и са Мисоолом и Кофиауом и њиховим околним малим острвима, формирајући ново Јужно Раџа Ампат намесништво (Кабупатен Раџа Ампат Селатан), остављајући остатке постојећег намесништва да покрива северни део острва Салавати (остатак острва Салавати и даље лежи унутар Соронг намесништва) и Батанта острво (који формира област Селат Сагавин).
Становништво регенства је у јануару 2014. године имало број од 49.048 људи. Обухвата више од 40.000 km² копна и мора.

## Историја
Име Раџа Ампат (Раја значи краљ, а ампат значи четири) долази од локалне митологије која говори о жени која проналази седам јаја. Четири од седам легла постају краљеви који заузимају четири највећа острва Раџа Ампата, док остала три постају дух, жена и камен.
Историја показује да је Раџа Ампат некада био део Султаната Тидора, утицајног краљевства из Малукуа. Ипак, након што су Холанђани напали Малуку, Раџа Ампат је припала Холандији.
Прво опажање и ступање на копно од стране Европљана на Ампатским острвима било је од стране португалског морепловца Јорге де Менезеса и његове посаде 1526. године, која је тада пловила на путу од Биака, полуострва птичје главе и Ваигеоа до Халмахере (Тернате).
Енглески истраживач Вилијам Дампир је назвао по себи мореуз и дао му име Дампир. Он одваја острво Батанта од острва Ваигео. На истоку постоји мореуз који одваја Батанту од Салаватија. Године 1759. капетан Вилијам Вилсон, који је пловио на исток бродом названим Индијана Пит, пловио је тим водама и назвао пролаз "Питов мореуз" ; то је вероватно био канал између Батанте и Салаватија.

## Популација
Главно занимање људи овог подручја је риболов. Живе у малим колонијима племена која се простиру око тог подручја. Иако је традиционална култура и даље снажна, посетиоцима исказују добродошлицу. Проценат муслиманског становништва је овде нешто већи него у другим папуанским подручјима. Ово се објашњава снажним непосредним утицајем Тидорског султаната као и четим миграцијама становништва.

## Географија
Океански природни ресурси око Раџа Ампата дају му значајан потенцијал као туристичком подручју. Многи извори стављају Раџа Ампат као један од првих десет најпопуларнијих места за роњење, а задржава и место број један за проучавање подводног биодиверзитета.
Према Conservation International, истраживања на мору указују на то да је разноликост морског живота у подручју Раџа Ампат највећа забележена на Земљи. Разноликост је знатно већа од било које друге области узорковане у коралном троуглу састављеном од Индонезије, Малезије, Филипина, Папуе Нове Гвинеје, Соломонских острва и
Источног Тимора. Корални троугао је срце светске биолошке разноврсности коралноих гребена, чинећи Раџа Ампат врло вероватно најбогатијим екосистемимом коралних гребена на свету.
Масивне коралне колоније овог подручја заједно са релативно високим температурама морске површине, такође сугерирају да су његови гребени релативно отпорни на претње као што су избељивање корала и болести корала, што сада угрожава опстанак других коралних екосистема широм света. Овој безбедности доприности и то што су острва Раџа Ампат удаљена и релативно неометана од стране људи.
Висока морска разноликост у Раџа Ампату је под снажним утицајем њене позиције између Индијског и Пацифичког океана, јер се ларве корала и риба лакше деле између два океана. Корална разноврсност, еластичност и улога Раџа Ампата као извор растурања ларви чине га глобалним приоритетом за заштиту мора. 1508 врста риба, 537 врста корала (значајних 96% свих склерактинија забележених из Индонезије вероватно ће се појавити на овим острвима, као и 75% свих врста које постоје у свету ),. Ту су и 699 врста мекушаца што све заједно чини разноликост морског живота запањујућим. Неке области се могу похвалити огромним рибљим јатима и редовним опажањима ајкула, као што је вобгонг.
Острва Раџа Ампат имају најмање три језера која садрже безопасне медузе, све у подручју Мисола.
Иако приступ острвима није тако тежак, потребно је неко време. Потребно је шест сати лета од Џакарте, главног града Индонезије до Сорога. Онда је потребно узети брод да би стигли до острва.

## Екологија
Раџа Ампат се сматра глобалним центром биодиверзитета тропског мора и назива се крунски драгуљ морског пејзажа птичје главе, који укључује заливе Сендераваси и Тритон. Регија садржи више од 600 врста тврдих корала, што износи око 75% познатих врста на глобалном нивоу, и више од 1.700 врста гребенских риба. У поређењу са екосистемима сличних величина у другим деловима света, биолошка разноликост Раџа Ампата је најбогатија у свету. Овде се јављају угрожени и ретки морски сисари као што су Дугонгови, китови (као што су плави и патуљасти плави, бридови, мање познате омуре, уљешуре), делфини и орке. Кишна шума која покрива тропска острва у Раџа Ампату природно је станиште многих врста птица, сисара, гмизаваца и инсеката. Две врсте рајских птица, тј. Црвена рајска птица (Paradisaea rubra) и Вилсонова рајска птица (Diphyllodes respublica), ендемичне су за острва Ваигео, Гам и Батанта.

## Места која треба да видите у Раџа Ампат
Пианемо је једно од најфотографисанијих места у Раџа Ампату, тако да је готово постао симбол подручја. Међутим, колико год да је популаран, ретко има много туриста у једном тренутку.
Познат као туристичко село Арборек, ово је најпознатије село у Раџа Ампату. Већина жена сада живи од ручног рада, а постоје и сељани од младих до старих који изводе традиционалне плесове. Село није јако велико и има само око 40 породица које живе тамо, али то је заиста угодан начин да се мало упозна са људима и културом.
Батанта је једно од највећих острва Раџа Ампата, што га чини савршеним местом за истраживање. Острво је удаљено само 30 минута бродом од еко одмаралишта Папуа, одакле полазе туре до Батанте, да би се даље запутили до водопада.
Пасир Тимбул је део песка који излази из океана само за осеке. Вода је кристално чиста, а песак је тако пудерасто бео да нећете веровати својим очима. Можете уживати у игри и опуштању на плажи, фотографисању и гледању подводног живота . Пасир Тимбул се налази недалеко од острва Мансуар око 30 минута бродом од села Арборек.
Хорнбилси су једна од најневероватнијих врста птица у Раџа Ампату и гледање у њиховом окружењу је заиста посебан призор. Хорнбилси се скупљају на малом острву поред обале острва Батанта где су мангрове дебеле и здраве. Хорнбилси долазе овде у вечерњим сатима, око заласка сунца. Можете их гледати како лете, готово увек у паровима. Папуа Парадисе изводи вечерње туре само да бисте видели ову чаробну природу.

### Национални марински парк Раџа Ампат
Раџа Ампат, са једним од најбогатијих морских биодиверзитета на планети, има свој национални парк. Парк је заштићена зона у којој стотине врста које настањују његове воде остају непромењене. Национални морски парк Раџа Ампат представља једну од главних туристичких атракција; стотине ронилаца долазе на архипелаг да открију водени рај јединствен у целом свету. Повремени посетиоци и туристи такође могу уронити у морски свет кроз роњење за почетнике, допуштајући и њима да уживају у океанским богатствима Раџа Ампата.

## Документарни филм
Документарни филм Edies Paradies 3 (by Otto C. Honegger) је емитован на највећој швајцарској телевизији, Schweizer Fernsehen. Филм говори о природној подводној лепоти Раџе Ампата која се може упоредити са једном насељеном швајцарском области од око 50.000 становника и сматра се "Амазоном" због подводног света смештеног у срцу светског коралног троугла.

## Клима
Клима Раџа Ампата је умерена, с температурама од 20 °C до 33 °C и температуром воде између 25 °C и 28 °C, тако да посетитељи могу уживати у роњењу, као и на излетима и другим активностима на отвореном. Због близине Екватора промене времена су типично тропске, са умереним температурама и монсунским сезонама. Најбоље доба године за посету архипелагу је од октобра до априла, мада су месеци са најбољом температуром и најмање кише од октобра до децембра. С обзиром на тропску климу Раџа Ампата, киша би могла да падне кратко, али интензивно у било које време, с тим што кишна сезона траје од јуна до септембра, чинећи оно што је познато као источни монсун.

## Инцидент на броду
У марту 2017. 90-метарски брод Caledonian Sky у власништву британског туроператора Нобла Каледониа ухваћен је у плими и насукан у гребену. Тим за евалуацију процењује да је уништено 1.600 квадратних метара гребена, што ће највероватније резултирати захтевом за накнаду од 1,28 милиона - 1,92 милиона долара. Тим еколошких стручњака и академика проценио је много већу штету, а потенцијални губици за Индонезију процењују се на 18,6 милиона долара и време опоравка за гребен деценијама.

## Кухиња
Кухиња Раџа Ампат је, без сумње, традиционална. Не очекујте да ћете пронаћи велики ланац ресторана или било који ресторан који послужује западну храну. Уместо тога, укус и свежина домаће рибе и намирница одушевљавају путнике с прекрасном новом кухињом.
У основи, општи мени изгледа овако:
Доручак: Слатки кромпир, боквица или банане које могу укључивати и локалну крофну.
Ручак: Риба или пилећи паприкаш са базом од пиринча
Вечера: Обично исто као и ручак, али са пилетином и рибом свеже куваном, локалним поврћем и пиринчем.
Десерт: Ово може бити воће које је тренутно у сезони или могу направити неке слатке кнедле.
Вегетаријанци могу уживати у локалним темпех и тофу као и другим изборима протеина. Важно је да ваш домаћин буде упознат са свим захтевима за специјалну исхрану или ако желите да имате више од локалне кухиње. Такође је савршено у реду да једете по вашој жељи.
Пошто се воће на овом острву не узгаја локално, тешко је наћи свеже воћне сокове. Алкохол се такође обично не продаје и нећете га ни наћи на овим острвима. Флаширана и конзервирана пића - газирана, лако се могу купити у локалним продавницама. Међутим, они ће вероватно бити топли, јер снабдевање електричном енергијом није константно и фрижидери једва раде.

## Валута
Индонезијска рупија је новац Раџа Ампата и, иако се њен курс разликује, тренутно износи 13.000 Рп по америчком долару. Препоручљиво је да носите велику количину кованица, јер ћете наћи само банкомате и банке у Соронгу (главни град који се повезује са Раџа Ампат).
Добра је идеја користити банкомате на индонезијским аеродромима као што су Бали или Јава, јер већина предузећа овде не прихвата кредитне картице. Најбоље је разменити новац пре доласка у Индонезију. Као алтернативу, можете заменити доларе у Соронгу, иако су правила размене новца врло строга: они прихватају само оштре новчанице, недавно коване и у добром стању.